# 12138 Олінвілсон
12138 Олінвілсон (12138 Olinwilson) — астероїд головного поясу, відкритий 24 вересня 1960 року.
Тіссеранів параметр щодо Юпітера — 3,460.